# Kandy
Kandy (Sinhala මහනුවර Maha Nuvara, Aussprache [mahaˈnuʋərə]; Tamil கண்டி Aussprache [ˈkaɳɖi]) ist die Hauptstadt der Zentralprovinz von Sri Lanka. Kandy liegt im zentralen Hochland des Inselstaates und hatte 2016 etwa 150.000 Einwohner.

## Geographie
Kandy liegt in einer Höhe von knapp 500 m umgeben von Hügeln im Kandy-Tal beim Fluss Mahaweli. Das Klima ist mit durchschnittlich 24 °C deutlich kühler als im Flachland. Zum frischen Klima und der relativ guten Luftqualität trägt neben der Höhe der künstliche See im Zentrum bei, der 1812 vom letzten singhalesischen König angelegt wurde.

## Geschichte
Kandy war die Hauptstadt des letzten singhalesischen Königreiches, das sich gegen zahlreiche Eroberungsversuche der Kolonialmächte behaupten konnte, bis es 1815 von den Briten erobert wurde. Im August 1867 wurde der Personenverkehr der heutigen Sri Lanka Railways von Colombo nach Kandy eröffnet, im September 1867 der Güterverkehr.
Im Laufe ihrer Geschichte hatte die Stadt schon mehrere Namen, so hieß sie zuerst Senkadagalapura, später Sri Wardhanapura und wird noch heute von Singhalesen nicht Kandy, sondern Maha Nuwara (deutsch „große Stadt“) genannt. Der englische Name Kandy leitet sich vom singhalesischen „Kanda uḍa raṭa“ ab, „Königreich auf dem Berg“, welches von den Portugiesen zu Candea verkürzt wurde und sowohl für den Staat wie für dessen Hauptstadt verwendet wurde.

## Bevölkerung
Die Singhalesen stellen die Mehrheit der Bevölkerung. Sri-lankische Moors und Tamilen stellen die größten Minderheiten dar.
| Ethnische Zugehörigkeit   | Anzahl  | % der Gesamtbevölkerung |
| ------------------------- | ------- | ----------------------- |
| Singhalesen               | 077.560 | 070,48                  |
| Moors                     | 015.326 | 013,93                  |
| Sri-Lanka-Tamilen         | 09.427  | 08,57                   |
| Indien-Tamilen            | 05.245  | 04,77                   |
| Andere (Burgher, Malaien) | 02.489  | 02,26                   |
| Gesamt                    | 110.049 | 100                     |

Quelle: Population by Ethnicity according to Urban Area (Provisional) (Memento vom 11. März 2003 im Internet Archive)

## Religiöse Bedeutung

### Buddhismus
Siehe auch: Buddhismus in Sri Lanka

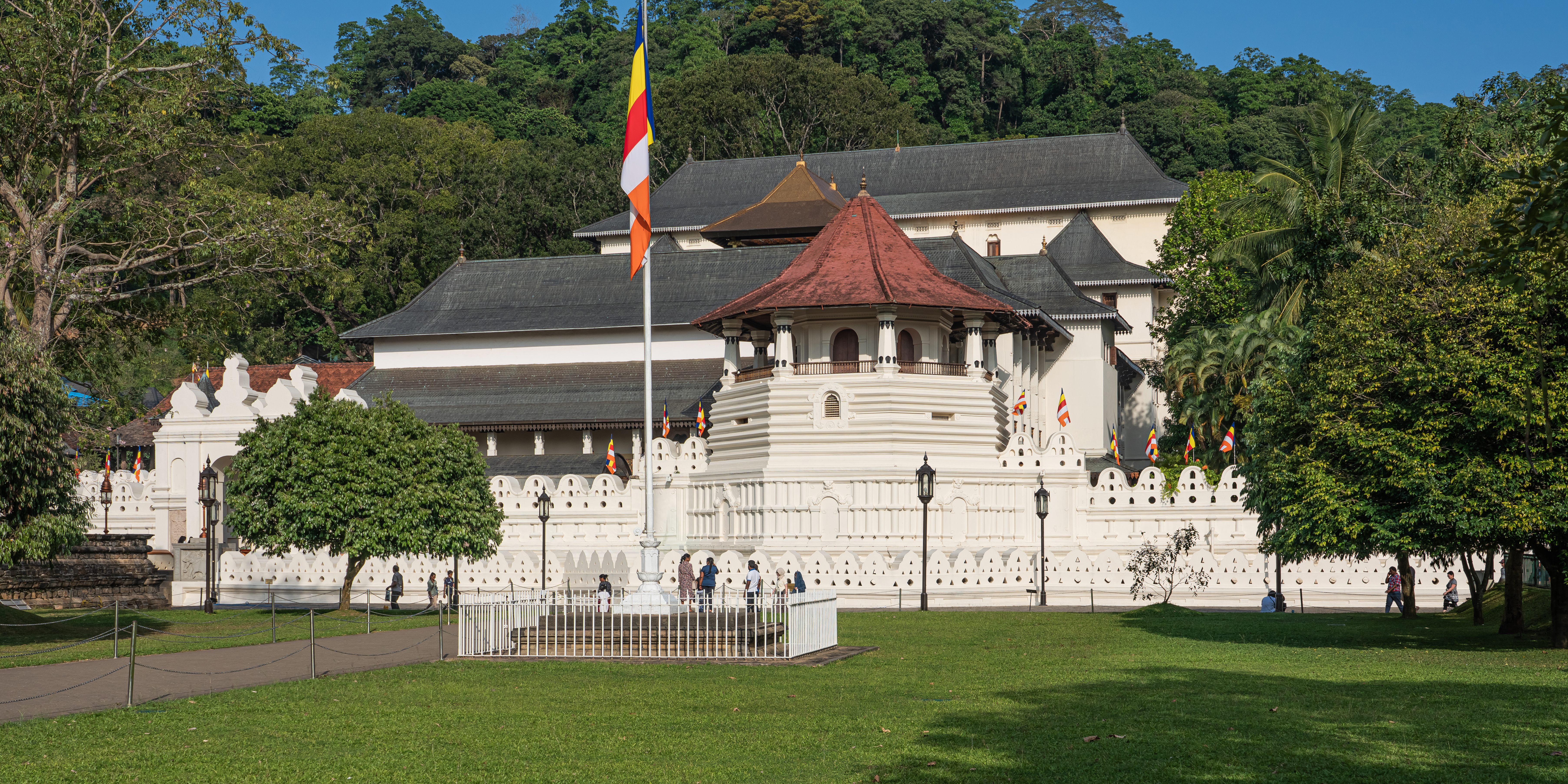
Der Zahntempel in Kandy

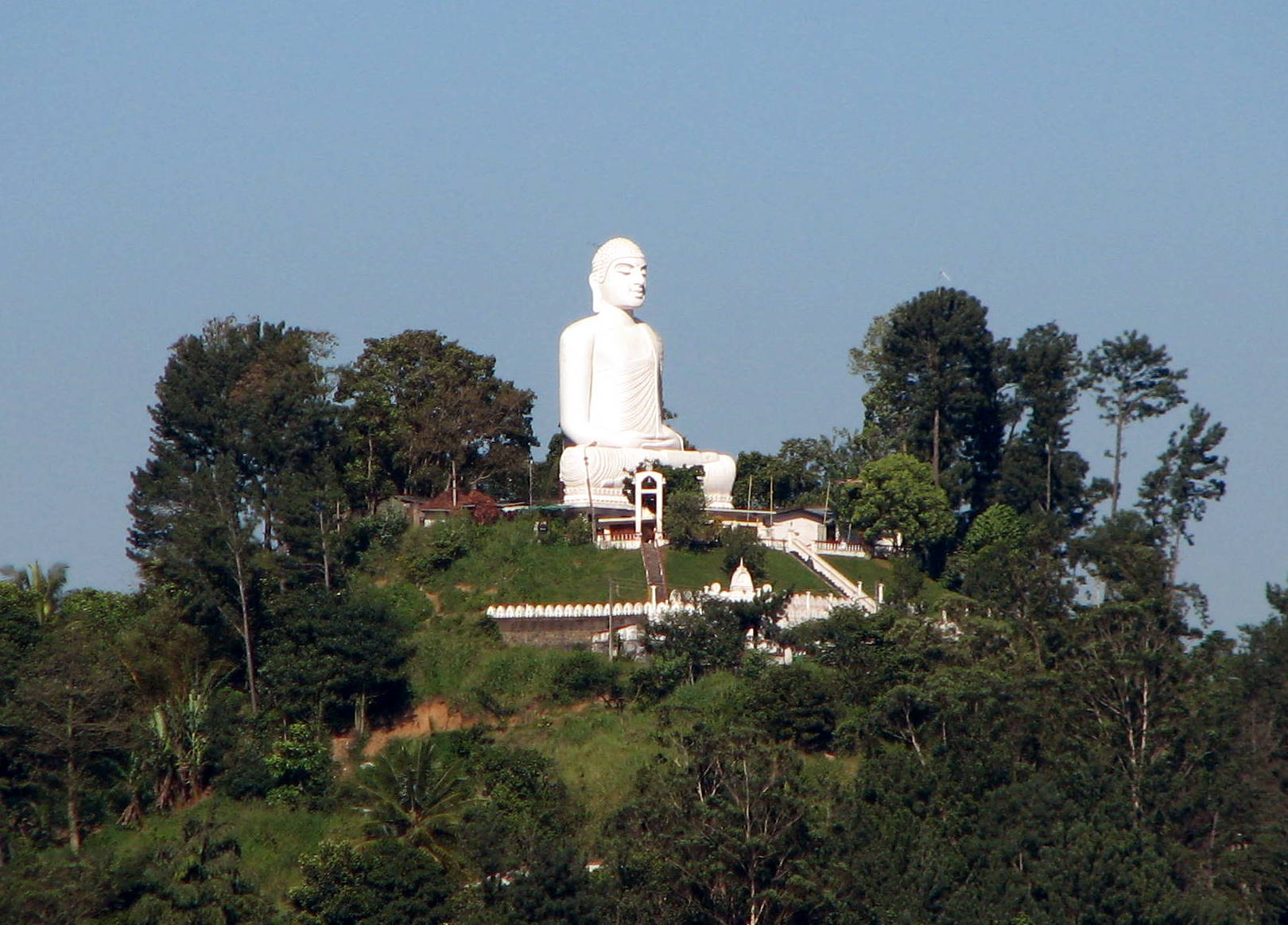
Bahiravakanda Buddha in Kandy

Im sogenannten Zahntempel (Sri Dalada Maligawa, sinhala dalaˌdaː ˈmaːligaːvə) soll ein oberer linker Eckzahn des Buddha aufbewahrt werden. Diese Reliquie war eine wichtige Quelle der Legitimität des singhalesischen Königtums und wurde daher immer in der jeweiligen Residenzstadt aufbewahrt. Sie macht die Stadt zu einer der wichtigsten Pilgerstätten des Buddhismus, was ein wesentlicher Grund für den Wohlstand der Stadt ist. Zu den jährlichen Prozessionen (Esala Perahera, sinhala ˈæsələ ˌperəˈhærə) Mitte August wird Kandy von Pilgern besucht, da dann die Reliquie auf einem Elefanten durch die Stadt getragen wird.
1988 wurde der Tempelbezirk der Stadt von der UNESCO zum Weltkulturerbe erklärt.

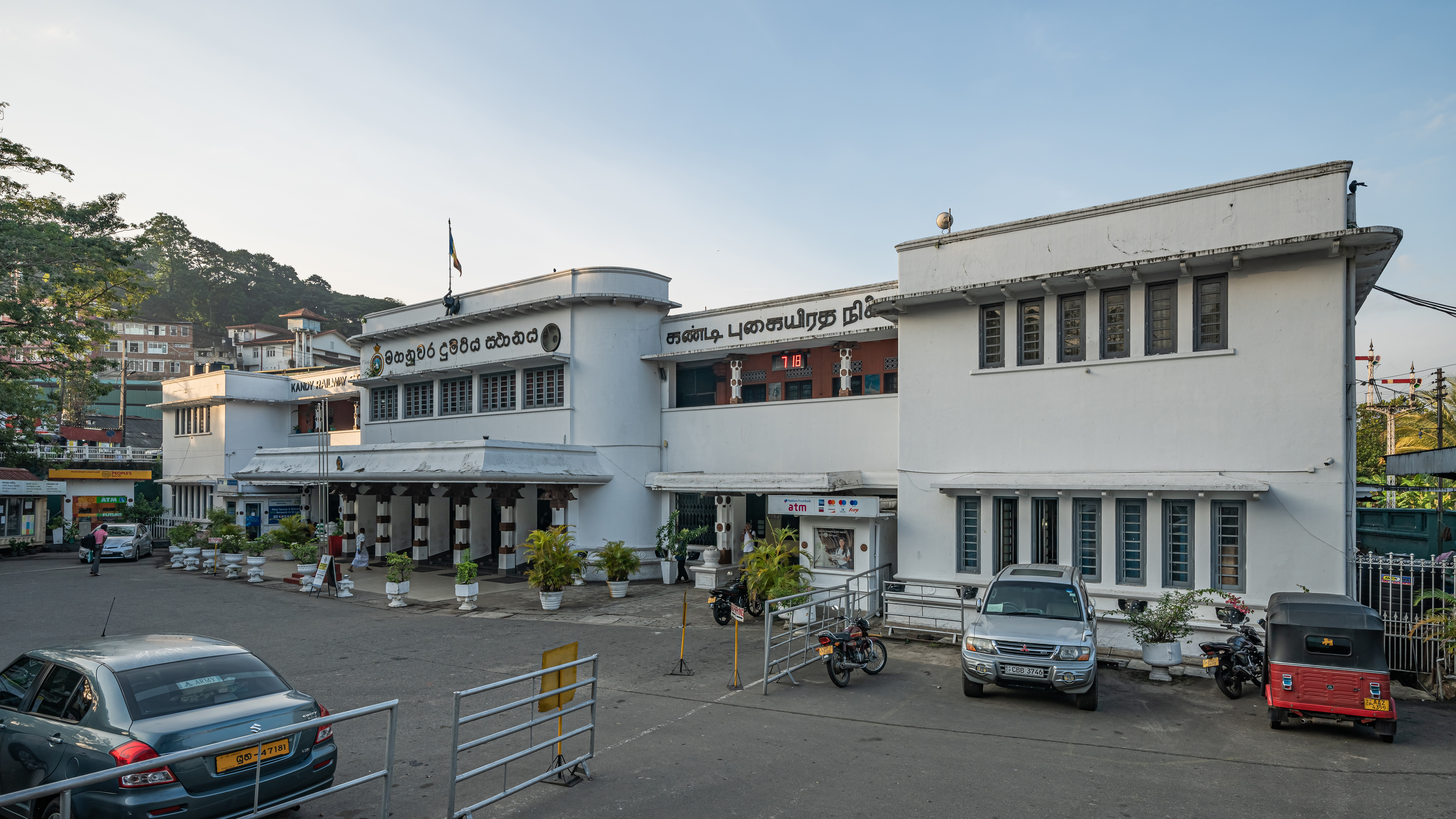
Der Bahnhof von Kandy

### Christentum
Kandy ist Sitz des Bistums Kandy.

## Sehenswürdigkeiten
Die Hauptsehenswürdigkeit der Stadt ist der Zahntempel (Sri Dalada Maligawa). Der buddhistische Tempel beherbergt einen Zahn Buddhas und dient noch heute als Pilgerstätte und Kloster. Nur wenige Menschen bekommen die Zahnreliquie selbst zu Gesicht. Lediglich ein vergoldeter Reliquienbehälter ist zu sehen.
Der See (Kandy Lake) stellt einen weiteren Anziehungspunkt dar. An seinem dem Stadtzentrum zugewandten Ufer gehen abends, besonders sonn- und feiertags, Einheimische spazieren und sichern der Bootsvermietung und den zahlreichen Luftballon-, Eis- und Souvenirverkäufern den Unterhalt.
An der Hauptstraße, der Dalada Vidiya, finden sich einige typische Gebäude aus der Kolonialzeit; erwähnenswert sind außerdem die verwinkelten Gassen zwischen Uhrenturm und Zahntempel, die rot-weiße Moschee in der Kotugodelle Vidiya und die St.Paul's Church nahe dem Tempelbezirk.
Seit den 1990er Jahren befindet sich auf dem Bahirawakanda-Berg eine kolossale Buddha-Statue, die von vielen Stellen der Stadt aus zu sehen ist. Es herrscht aber weitgehend Einigkeit darüber, dass ihr künstlerischer Wert als gering einzuschätzen ist.
Mitten in Kandy liegt der Udawattakele („Obergartenwald“, sinhala uɖəˈvatːəkæˌleː), ein Naturreservat um einen kleinen Berg. Auf diesem liegt die „Forest Hermitage“, ein Meditationszentrum der fortgeschrittenen Mönche (Bhikkhus). Dort lebte der deutschstämmige Mahathera Nyanaponika bis zu seinem Tod und leitete von hier die ebenfalls in Kandy ansässige Buddhist Publication Society.
Außerhalb der Stadtgrenze, etwa fünf Kilometer westlich, befindet sich der Botanische Garten von Peradeniya, der jährlich 1,2 Millionen Besucher zählt. Er wurde bereits 1371 angelegt und ist mit einer Fläche von 60 Hektar der größte des Landes. Hier lebt auch eine große Anzahl Flughunde. In diesem Park befindet sich auch der von der bedeckten Fläche wahrscheinlich größte Banyanbaum, der eine Fläche von über 2000 m² bedeckt.

## Sport
In Kandy befindet sich mit dem Asgiriya Stadium und dem Muttiah Muralitharan International Cricket Stadium zwei Test-Cricket-Stadien. In der Stadt bestreitet die Sri-lankische Cricket-Nationalmannschaft regelmäßig Heimspiele gegen andere Nationalmannschaften. Im Asgiriya Stadium fanden unter anderem Spiele beim Cricket World Cup 1996 statt. Seit der Errichtung des Muttiah Muralitharan International Cricket Stadium findet jedoch ausschließlich dieses Stadion Verwendung, so beim Cricket World Cup 2011 und der ICC World Twenty20 2012.

## Söhne und Töchter des Ortes
- Thomas Goodwin (1871–1960), britischer Arzt und Offizier
- George Keyt (1901–1993), Dichter und Maler europäisch-britischer Abstammung
- M. G. Ramachandran (1917–1987), Filmschauspieler und Chief Minister von Tamil Nadu
- Minnette de Silva (1918–1998), Architektin und Pionierin der tropischen Moderne in Sri Lanka
- Christopher Ondaatje (* 1933), Schriftsteller
- Sarath Amunugama (* 1939), Politiker
- Muttiah Muralitharan (* 1972), Cricketspieler
- Dilani Manodara (* 1982), Cricketspielerin
- Niluka Geethani Rajasekara (* 1982), Leichtathletin
- Mathilda Karlsson (* 1984), Springreiterin
- Lahiru Kumara (* 1997), Cricketspieler
- Matheesha Pathirana (* 2002), Cricketspieler

## Klimatabelle
|                       | Jan  | Feb  | Mär  | Apr   | Mai   | Jun   | Jul   | Aug   | Sep   | Okt   | Nov   | Dez   |   |         |
| Mittl. Tagesmax. (°C) | 28,3 | 29,9 | 31,4 | 31,1  | 29,8  | 28,2  | 27,8  | 28,0  | 28,3  | 28,6  | 28,4  | 27,8  | ⌀ | 29      |
| Mittl. Tagesmin. (°C) | 18,4 | 18,5 | 19,7 | 21,1  | 21,5  | 21,4  | 21,1  | 20,8  | 20,2  | 20,2  | 20,0  | 19,5  | ⌀ | 20,2    |
|                       |      |      |      |       |       |       |       |       |       |       |       |       |   |         |
| Niederschlag (mm)     | 79,4 | 74,2 | 71,9 | 187,7 | 144,0 | 131,9 | 128,1 | 112,8 | 155,2 | 263,7 | 295,6 | 195,7 | Σ | 1.840,2 |
|                       |      |      |      |       |       |       |       |       |       |       |       |       |   |         |
| Regentage (d)         | 6    | 5    | 8    | 14    | 11    | 15    | 14    | 13    | 13    | 17    | 16    | 14    | Σ | 146     |

| 18,4 |

| 18,5 |

| 19,7 |

| 21,1 |

| 21,5 |

| 21,4 |

| 21,1 |

| 20,8 |

| 20,2 |

| 20,2 |

| 20,0 |

| 19,5 |

| 18,4 |

| 18,5 |

| 19,7 |

| 21,1 |

| 21,5 |

| 21,4 |

| 21,1 |

| 20,8 |

| 20,2 |

| 20,2 |

| 20,0 |

| 19,5 |